# Дністровсько-Бузька металогенічна субпровінція
Дністровсько-Бузька металогенічна субпровінція — регіональний металогенічний таксон Українського щита. Складовою частиною Дністровсько-Бузької субпровінції є Білоцерківська (I) та Голованівська (II) структурно-металогенічні зони (СМЗ), яким відповідають певні підзони Одесько-Білоцерківської структурно-формаційної зони. Голованівська СМЗ межує на сході зі Звенигородсько-Аннівською СМЗ (III), яка є складовою частиною Кіровоградської субпровінції.
Металогенічний обрис території визначається головним чином спеціалізацією Голованівської СМЗ, яка характеризується надзвичайно складною геологічною будовою. В її межах виділено декілька підзон, кожна з яких має своє певне металогенічне навантаження. У цілому металогенічні риси Голованівської СМЗ визначаються наявністю родовищ та рудопроявів хромітових, залізних, золотих та графітових руд, час формування яких припадає на неоархейську та палеопротерозойську епохи, а також родовищ силікатних кобальт-нікелевих руд у мезозойських корах вивітрювання ультрабазитів.
Звенигородсько-Аннівська СМЗ має уран-золото-рідкіснометальну спеціалізацію. Білоцерківська СМЗ характеризується наявністю рудопроявів залізистих кварцитів серед вулканогенно-осадових формацій, рідкісних земель у корах вивітрювання, залізо-марганцевих покладів у корі вивітрювання карбонатних порід, золотої мінералізації в тектоно-метасоматичних зонах та графітових руд у гнейсах та їхніх корах вивітрювання.
Залежно від приуроченості тих чи інших рудних об'єктів з певним промисловим типом зруденіння до конкретних структур і комплексів в межах зазначених структурно-металогенічних зон виділяються рудні райони, зони, вузли та поля. Загальною та характерною особливістю розміщення рудопроявів на щитах є сукупність літологічних і структурних факторів, а, насамперед, розривних порушень глибинного закладення.